# Downhill ai II World Skate Games
Le competizioni di downhill ai II World Skate Games si sono svolte dal 5 al 6 luglio 2019 a Barcellona, in Spagna

## Podi

### Uomini
| Evento     | Oro          | Argento      | Bronzo        |
| Racing     | Behr Sylvain | Luca Presti  | Adreu Gresses |
| Cronometro | Diego Posada | Behr Sylvain | Luca Presti   |

### Donne
| Evento     | Oro              | Argento                       | Bronzo                |
| Racing     | Martina Paciolla | Emilie Sadoux                 | Annalena Rettenberger |
| Cronometro | Claudia Massara  | Mira Antonia Valentina Borsig | Annalena Rettenberger |